# Pentagon (együttes)
A Pentagon (hangul: 펜타곤 Pentagon) egy 9 tagú fiúcsapat a CUBE entertainment alatt. Eredetileg 10 taggal debütáltak 2016.10.10-én. Rajongóik neve 'Universe'. 2017-ben debütáltak Japánban, és megalakult a Triple H alcsapat, melynek tagjai: Hui,E'dawn és HyunA. 2018-ban E'dawn bejelentette kapcsolatát HyunA-val,ami miatt nagy botrány keletkezett ezért kilépett. Jenan 2018-ban egészségi problémák miatt inaktív volt, végül a 'SHA LA LA' promóciókkal visszatért. Egy kínai film forgatása miatt is inaktív jelenleg.

## Tagok
| Művésznév       | Név                     | Születési dátum | Életkor | Pozíció                            | Nemzetiség |
| --------------- | ----------------------- | --------------- | ------- | ---------------------------------- | ---------- |
| Hui (후이)      | I Hve Tek (이회택)      | 1993.08.28      | 27 éves | vezér,fővokál,vezértáncos,producer | koreai     |
| Dzsinho (진호)  | Cso Dzsin Ho (조진호)   | 1992.04.17      | 28 éves | fővokál                            | koreai     |
| Hongszok (홍석) | Jang Hong Szok (양홍석) | 1994.04.17      | 26 éves | vokál                              | koreai     |
| Sinvon (신원)   | Go Sin Von (고신원)     | 1995.12.11      | 24 éves | vokál,komponálás                   | koreai     |
| Yeo One (여원)  | Jo Cshang Gu (여창구)   | 1996.03.27      | 24 éves | vezérvokál                         | koreai     |
| Jenan (옌안)    | Jenan (閆桉)            | 1996.10.25      | 23 éves | vokál                              | kínai      |
| Juto (유토)     | Adacsi Juto (安達 祐人) | 1998.01.23      | 22 éves | rapper,táncos                      | japán      |
| Kino (키노)     | Kang Hjong Gu (강형구)  | 1998.01.27      | 22 éves | főtáncos,vokál,koreográfus         | koreai     |
| Uszok (우석)    | Csong U Szok (정우석)   | 1998.01.31      | 22 éves | vezérraper,makne                   | koreai     |

Volt tag
| Művésznév     | Név                     | Születési dátum | Életkor | Pozíció            | Nemzetiség | Aktív időszak |
| ------------- | ----------------------- | --------------- | ------- | ------------------ | ---------- | ------------- |
| E'dawn (이던) | Kim Hjo Dzsong (김효종) | 1994.06.01      | 26 éves | fő rapper,főtáncos | koreai     | 2016-2018     |

## Diszkográfia
- 2016

five senses
- 2017

ceremony
Demo 01
- 2018

Be positive
Thumbs up
- 2019

Genie:us
- 2020

Universe:The Black Hall